# SWT-Arena
Die SWT-Arena (2003–2023: Arena Trier) ist eine Multifunktionshalle der rheinland-pfälzischen Stadt Trier. Die Haupthalle bietet etwa 4500 Sitzplätze und verfügt über ein maximales Fassungsvermögen von rund 8000 Zuschauern.

## Geschichte
Die Arena Trier wurde 2003 eröffnet und war zunächst die Heimspielstätte der damaligen Basketball-Bundesliga-Mannschaft TBB Trier. Zum Ende der Saison 2014/15 endete die Ära der TBB durch die Insolvenz des Vereins. Die Nachfolger der TBB sind seit der Saison 2015/16 die Gladiators Trier, die in der ProA (2. Basketball-Bundesliga) spielen. Ab der Eröffnung der Arena Trier fanden hier auch die Heimspiele der Frauenhandball-Mannschaft DJK/MJC Trier (bis zur Saison 2014/15 in der 1. Bundesliga, danach bis zur Insolvenz 2019 als Trierer Miezen in der 2. Bundesliga) statt.
Im März 2010 wurde in der Halle die Deutsche Tischtennis-Meisterschaft ausgetragen. Vom 2. bis 8. Dezember 2017 fanden in der Arena die insgesamt 15 Partien der Gruppe A der Handball-Weltmeisterschaft der Frauen statt. Vom 26. bis 28. Juni 2020 sollte in der Arena das European Darts Matchplay stattfinden, wurde aufgrund der COVID-19-Pandemie abgesagt und stattdessen vom 1. bis 3. Juli 2022 im Rahmen der European Darts Tour erstmals in der Arena Trier ausgetragen. Für den Sommer 2023 ist die Halle wieder als Schauplatz der European Darts Matchplay eingeplant. Am 3. und 4. Februar 2023 war die Halle Schauplatz der Partie um den Einzug in die Finalrunde des Davis Cup 2023 zwischen Deutschland und der Schweiz (2:3). Gespielt wurde auf dem Hartplatz GreenSet. Die Halle ist als ein Spielort der Handball-Weltmeisterschaft der Frauen 2025 vorgesehen.
Daneben finden in der Halle regelmäßig Konzerte und Fernsehaufzeichnungen wie u. a. Verstehen Sie Spaß?, in der Arena statt. Pro Jahr finden 75 bis 80 Großveranstaltungen mit insgesamt zwischen 180.000 und 210.000 Besuchern statt. Den Rekord hält Xavier Naidoo mit 8200 Zuschauern. Des Weiteren wird die Arena auch für religiöse Kongresse (z. B. der Zeugen Jehovas in den Jahren 2013, 2015, 2023–2025) genutzt. Ansonsten wird die Halle für den Schulsport und von anderen Sportvereinen genutzt. Vertraglich ist eine Nutzungsquote von mehr als 50 Prozent für Schul- und Breitensport festgelegt. Die Nebenhalle enthält unter anderem eine Kletterwand und wird bei Großveranstaltungen zum Catering sowie technischen Zwecken genutzt.
Der Innenbereich der Haupthalle kann bei Bedarf mehrfach unterteilt und durch ein- und ausfahrbare Tribünen flexibel an die jeweilige Nutzung angepasst werden. In den Nebenräumen der Halle befinden sich die Geschäftsstelle der Betreibergesellschaft MVG Trier, der Fanshop und die Geschäftsstelle der Gladiators Trier, das Bistro „Front of House“ und die Produktionsstätten des Bürgerrundfunksenders OK54.
Im Frühjahr 2023 wurde eine intensivierte Zusammenarbeit der Messe- und Veranstaltungswirtschaft Trier mit den Stadtwerken Trier (SWT) vereinbart. Im Zuge dessen heißt die vormalige Arena Trier seit 1. Juli 2023 SWT-Arena. Die Zusammenarbeit ist zunächst auf fünf Jahre ausgelegt.

## Galerie

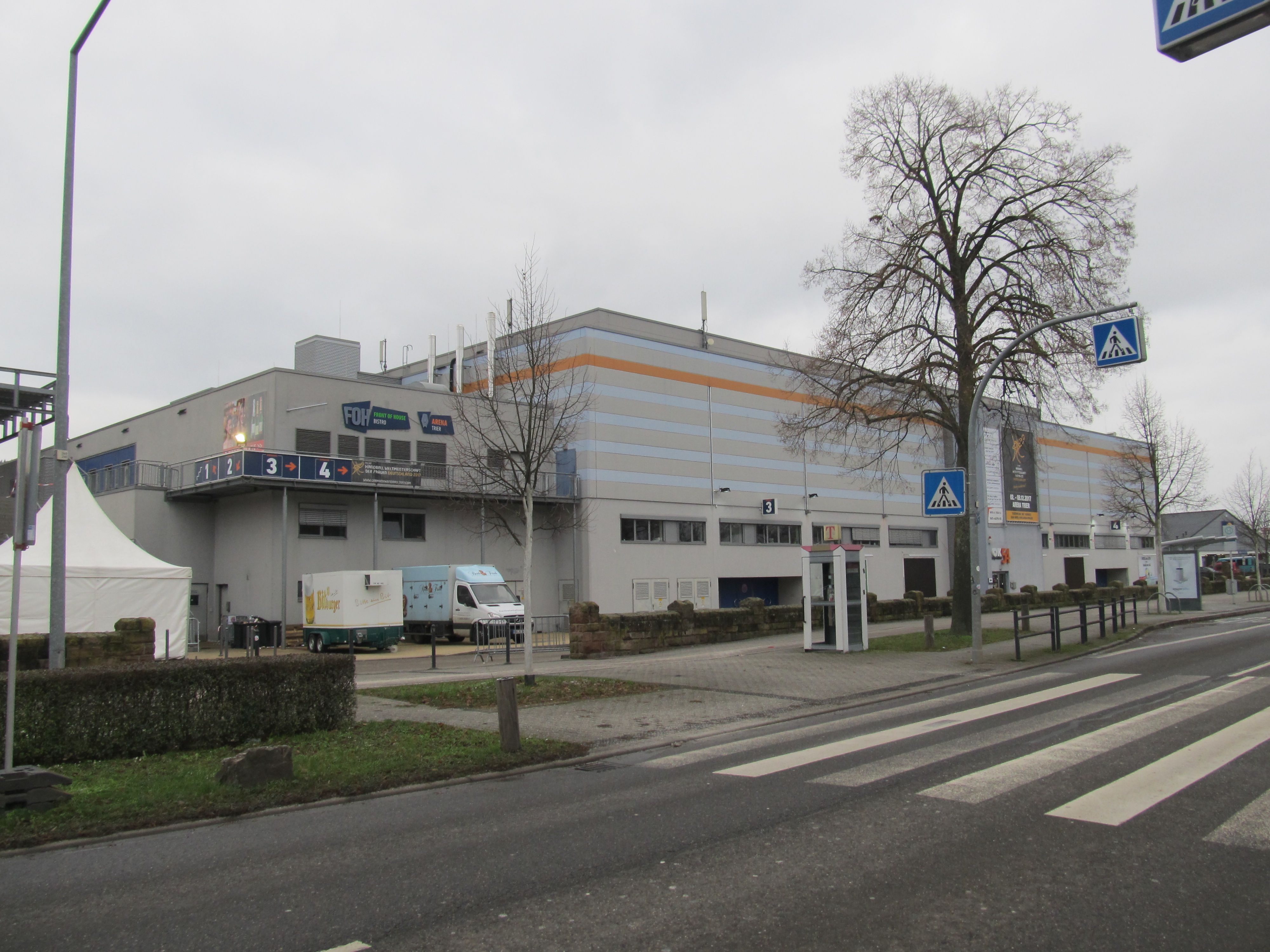
Arena Trier im Dezember 2017
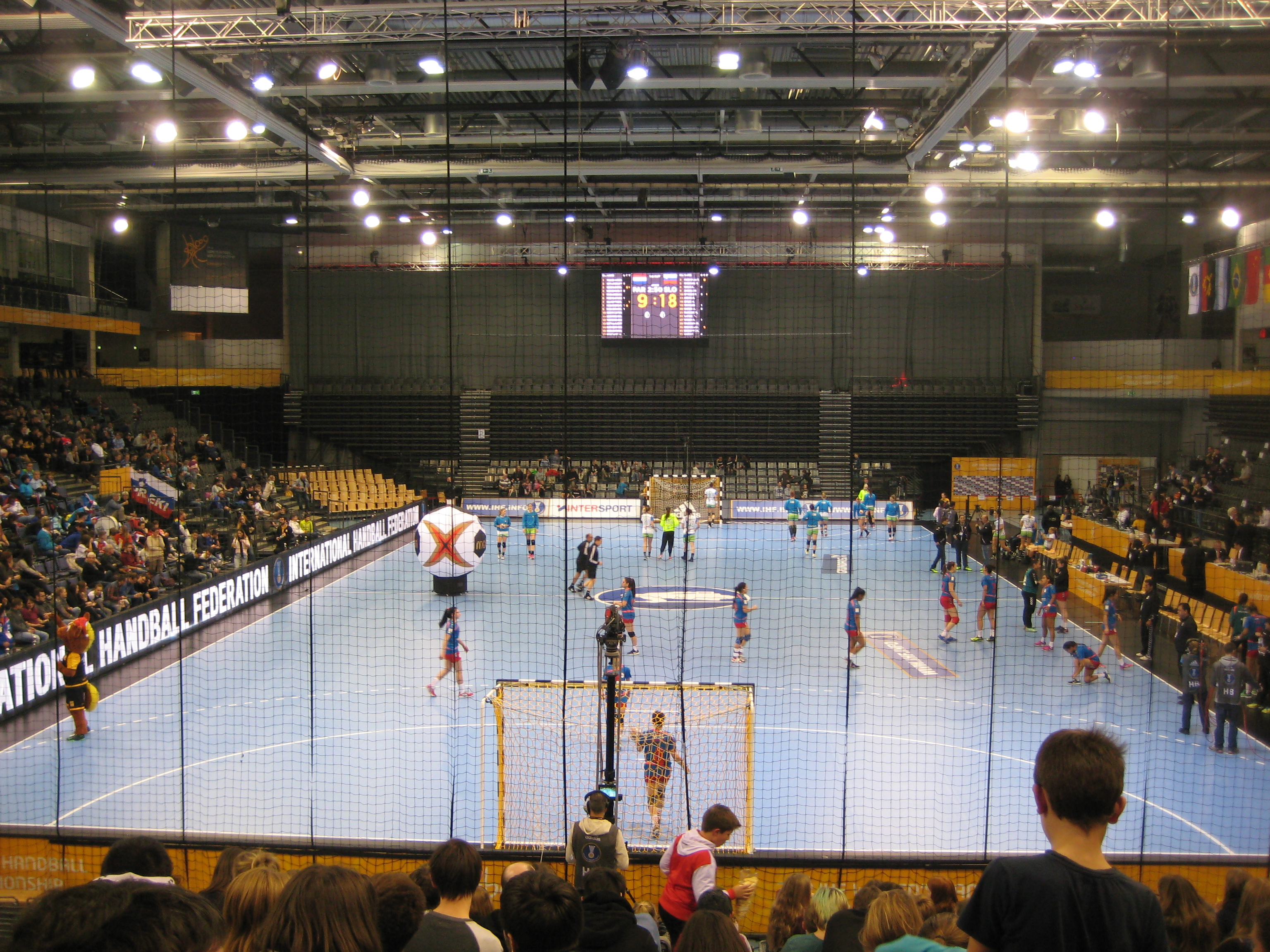
Die Arena bei der Partie Paraguay gegen Slowenien (22:28) bei der Handball-Weltmeisterschaft der Frauen 2017 am 7. Dezember des Jahres
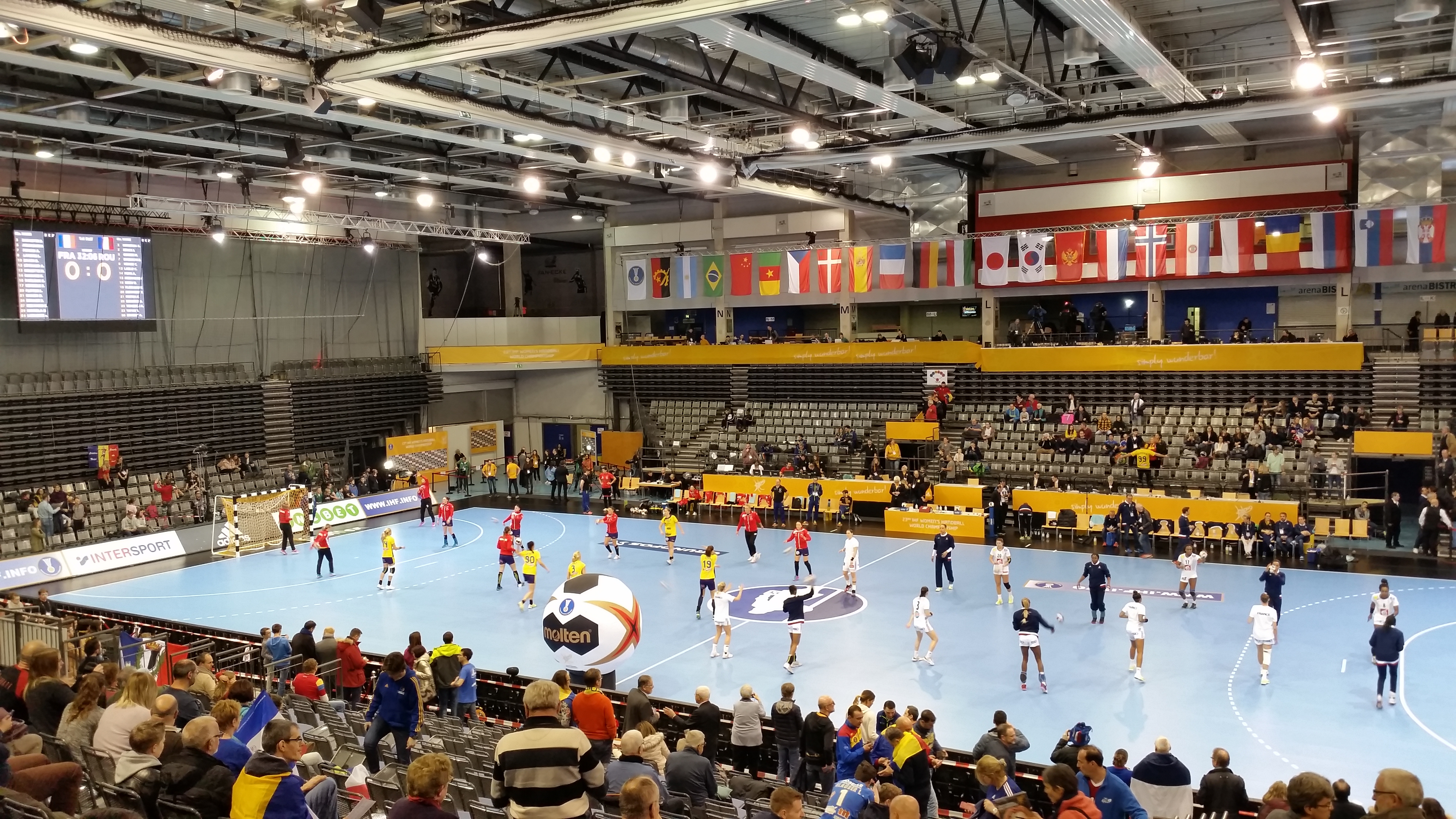
Frankreich gegen Rumänien (26:17) am 8. Dezember bei der Handball-WM 2017